# Rico Lewis
Rico Henry Mark Lewis (* 21. listopadu 2004 Manchester) je anglický profesionální fotbalista, který hraje na pozici pravého obránce za anglický klub Manchester City FC.

## Klubová kariéra
Lewis nastoupil do Manchesteru City v osmi letech. Debutoval v Premier League 13. srpna 2022 proti Bournemouthu, když v 82. minutě nahradil Kylea Walkera. 5. října 2022 debutoval v Lize mistrů, a to při výhře 5:0 nad Kodaní, když nastoupil jako náhradník za João Cancela. 2. listopadu 2022 vstřelil první gól v kariéře, a to při výhře 3:1 nad Sevillou v Lize mistrů; stal se tak historicky nejmladším střelcem Manchesteru City v historii Ligy mistrů (17 let a 346 dní). Na začátku kalendářního roku 2023 se začal prosazovat do základní sestavy Citizens, a to zejména díky zranění Kylea Walkera.

## Statistiky
K 21. lednu 2023
| Klub            | Sezóna  | Liga           | Liga   | Liga | FA Cup | FA Cup | EFL Cup | EFL Cup | Evropské poháry | Evropské poháry | Celkem | Celkem |
| Klub            | Sezóna  | Liga           | Zápasy | Góly | Zápasy | Góly   | Zápasy  | Góly    | Zápasy          | Góly            | Zápasy | Góly   |
| --------------- | ------- | -------------- | ------ | ---- | ------ | ------ | ------- | ------- | --------------- | --------------- | ------ | ------ |
| Manchester City | 2022/23 | Premier League | 7      | 0    | 1      | 0      | 2       | 0       | 2               | 1               | 12     | 1      |
| Celkem          | Celkem  | Celkem         | 7      | 0    | 1      | 0      | 2       | 0       | 2               | 1               | 12     | 1      |